# 比伯利肖普夫山

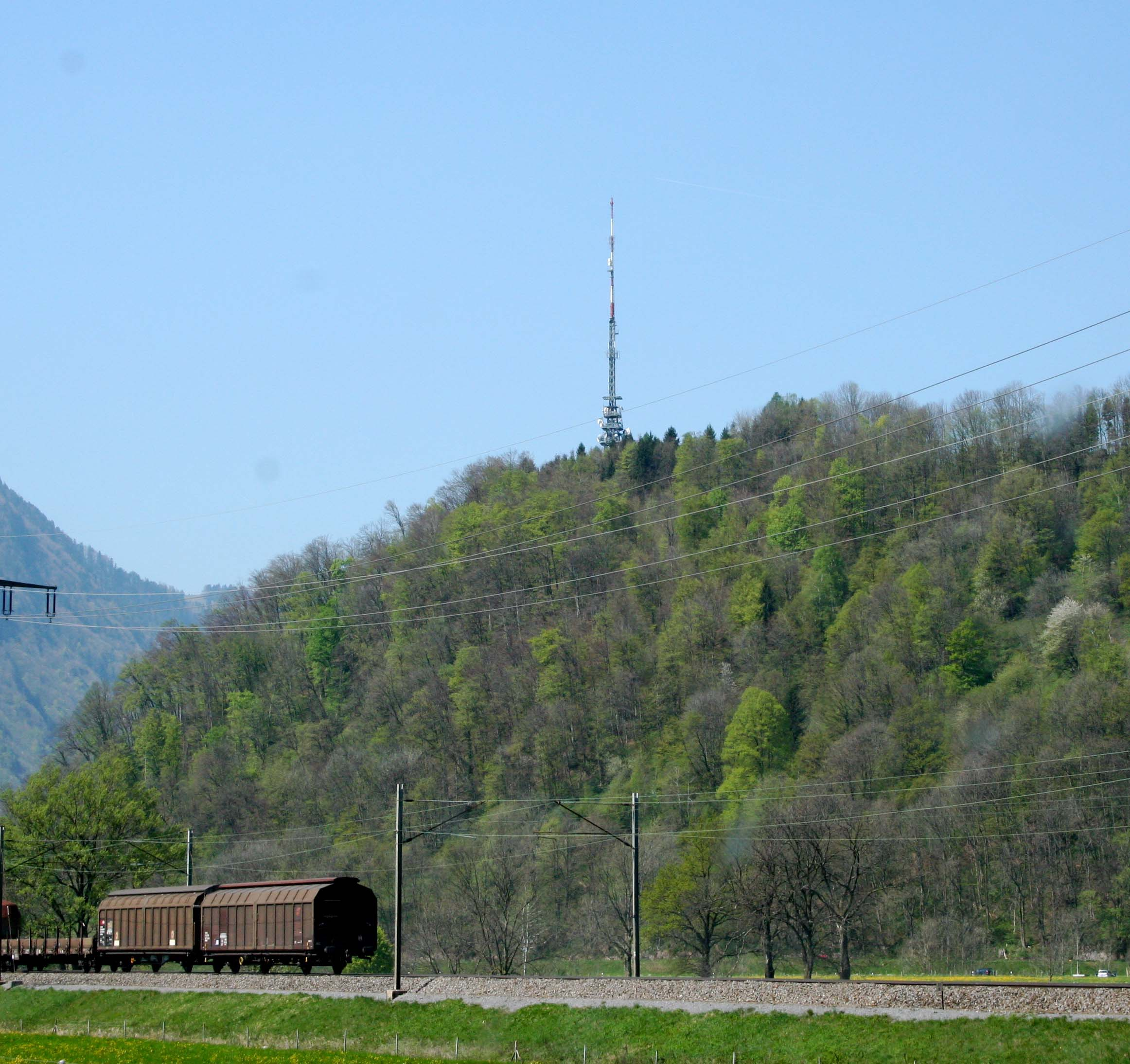

47°07′57″N 9°04′06″E / 47.13249°N 9.06836°E
比伯利肖普夫山（德語：Biberlichopf），是瑞士的山峰，位於該國東北部，由聖加侖州負責管轄，處於谢尼斯境內，海拔高度566米，該地區在十九世紀考古發現奧古斯都時期的陶瓷和武器。